# Coupe de Russie de football 2018-2019
Navigation
Édition précédente Édition suivante
La Coupe de Russie 2018-2019 est la 27e édition de la Coupe de Russie depuis la dissolution de l'URSS. Elle prend place entre le 21 juillet 2018 et le 22 mai 2019.
Le vainqueur de la coupe se qualifie pour la phase de groupes de la Ligue Europa 2019-2020 ainsi que pour l'édition 2019 de la Supercoupe de Russie. Le FK Tosno, vainqueur la saison précédente, disparaît durant l'intersaison et ne peut défendre son titre.
La finale se déroule à la Samara Arena de Samara et voit s'opposer le Lokomotiv Moscou et l'Oural Iekaterinbourg, la rencontre ayant déjà été l'affiche de la finale de 2017 alors remportée par les Moscovites. Celle-ci se termine de façon similaire avec une victoire du Lokomotiv sur le score de 1-0.
Cette édition voit la réintroduction de confrontations en deux manches pour les quarts et les demi-finales, qui avaient été abandonnées après l'édition 2006-2007. Ce changement n'est cependant pas reconduit par la suite.

## Résultats

### Premier tour
Les rencontres de ce tour se déroulent les 21 et 22 juillet 2018.
| Date            | Club                            | Score         | Club                             |
| --------------- | ------------------------------- | ------------- | -------------------------------- |
| 21 juillet 2018 | Biolog-Novokoubansk (D3)        | 1 - 0         | (D3) Akademia Rostov             |
| 21 juillet 2018 | Dinamo Stavropol (D3)           | 2 - 0         | (D3) Angoucht Nazran             |
| 21 juillet 2018 | Kouban Holding Pavlovskaïa (D5) | 2 - 0         | (D3) Ourojaï Krasnodar           |
| 22 juillet 2018 | Avtofavorit Pskov (D4)          | 0 - 2         | (D3) Louki-Energia Velikié Louki |
| 22 juillet 2018 | FK Kolomna (D3)                 | 3 - 0 forfait | (D3) Volga-1908 Tver             |
| 22 juillet 2018 | Atom Novovoronej (D4)           | 0 - 1         | (D3) Metallourg Lipetsk          |

1. ↑  Au moment du tirage au sort, une place est réservée au Volga-1908 Tver, alors en cours de formation. Ses dirigeants ne parviennent cependant pas à réunir les fonds nécessaires à la concrétisation du projet, ce qui annule sa participation à la troisième division et à la Coupe de Russie[4].

### Deuxième tour
Les rencontres de ce tour se déroulent les 30 et 31 juillet 2018.
| Date                 | Club                                | Score                | Club                            |
| Zone Centre et Ouest | Zone Centre et Ouest                | Zone Centre et Ouest | Zone Centre et Ouest            |
| -------------------- | ----------------------------------- | -------------------- | ------------------------------- |
| 30 juillet 2018      | Louki-Energia Velikié Louki (D3)    | 1 - 0                | (D3) Pskov-747                  |
| 30 juillet 2018      | Zvezda Saint-Pétersbourg (D5)       | 3 - 1                | (D3) FK Leningradets            |
| 30 juillet 2018      | FK Kalouga (D3)                     | 2 - 1                | (D3) Veles Moscou               |
| 30 juillet 2018      | Saturn Ramenskoïe (D3)              | 1 - 2                | (D3) Tekstilchtchik Ivanovo     |
| 30 juillet 2018      | Zorki Krasnogorsk (D3)              | 3 - 2                | (D3) FK Kolomna                 |
| 30 juillet 2018      | FK Mourom (D3)                      | 0 - 2                | (D3) FK Riazan                  |
| 30 juillet 2018      | Torpedo Moscou (D3)                 | 1 - 0                | (D3) Torpedo Vladimir           |
| 30 juillet 2018      | Kvant Obninsk (D3)                  | 3 - 1 ap             | (D3) FK Dolgoproudny            |
| 30 juillet 2018      | Znamia Trouda Orekhovo-Zouïevo (D3) | 2 - 2 ap 5 - 4 tab   | (D3) Strogino Moscou            |
| 30 juillet 2018      | Khimik Novomoskovsk (D3)            | 0 - 1                | (D3) Dinamo Briansk             |
| 30 juillet 2018      | Metallourg Lipetsk (D3)             | 1 - 0 ap             | (D3) Saliout Belgorod           |
| 31 juillet 2018      | Krasny-SGAFKST Smolensk (D4)        | 1 - 4                | (D3) Dniepr Smolensk            |
| Zone Est             |                                     |                      |                                 |
| 24 juillet 2018      | FK Novokouznetsk (D4)               | 0 - 3 forfait        | (D3) Dinamo Barnaoul            |
| Zone Oural-Povoljié  |                                     |                      |                                 |
| 30 juillet 2018      | Zvezda Perm (D3)                    | 2 - 3                | (D3) Zénith Ijevsk              |
| 30 juillet 2018      | Kamaz Naberejnye Tchelny (D3)       | 2 - 3                | (D3) Neftekhimik Nijnekamsk     |
| 30 juillet 2018      | FK Tcheliabinsk (D3)                | 0 - 0 ap 5 - 4 tab   | (D3) Nosta Novotroïtsk          |
| 30 juillet 2018      | Khimik-Avgoust Vournary (D4)        | 2 - 3 ap             | (D3) Volga Oulianovsk           |
| 30 juillet 2018      | Lada Dimitrovgrad (D4)              | 2 - 2 ap 5 - 6 tab   | (D3) Lada Togliatti             |
| 30 juillet 2018      | Sokol Saratov (D3)                  | 2 - 3 ap             | (D3) Syzran-2003                |
| Zone Sud             |                                     |                      |                                 |
| 30 juillet 2018      | Volgar Astrakhan (D3)               | 2 - 1                | (D3) Legion-Dinamo Makhatchkala |
| 30 juillet 2018      | Droujba Maïkop (D3)                 | 1 - 1 ap 4 - 3 tab   | (D3) Biolog-Novokoubansk        |
| 30 juillet 2018      | Spartak Naltchik (D3)               | 0 - 4                | (D3) Spartak Vladikavkaz        |
| 30 juillet 2018      | Tchaïka Pestchanokopskoïe (D3)      | 5 - 0                | (D3) SKA Rostov                 |
| 30 juillet 2018      | Machouk-KMV Piatigorsk (D3)         | 2 - 0                | (D3) Dinamo Stavropol           |
| 30 juillet 2018      | Tchernomorets Novorossiisk (D3)     | 2 - 0                | (D5) Kouban Holding Pavlovskaïa |

1. ↑  Au moment du tirage au sort, une place est réservée au FK Novokouznetsk. Le club décide cependant de ne pas prendre part à la compétition et déclare forfait[5].

### Troisième tour
Les rencontres de ce tour se déroulent entre le 31 juillet et le 11 août 2018.
| Date                 | Club                             | Score                | Club                                |
| Zone Centre et Ouest | Zone Centre et Ouest             | Zone Centre et Ouest | Zone Centre et Ouest                |
| -------------------- | -------------------------------- | -------------------- | ----------------------------------- |
| 7 août 2018          | Louki-Energia Velikié Louki (D3) | 1 - 0                | (D5) Zvezda Saint-Pétersbourg       |
| 7 août 2018          | Tekstilchtchik Ivanovo (D3)      | 3 - 1                | (D3) Zorki Krasnogorsk              |
| 7 août 2018          | Dinamo Briansk (D3)              | 1 - 0                | (D3) Metallourg Lipetsk             |
| 7 août 2018          | Dniepr Smolensk (D3)             | 1 - 2                | (D3) FK Kalouga                     |
| 7 août 2018          | Kvant Obninsk (D3)               | 1 - 4                | (D3) Znamia Trouda Orekhovo-Zouïevo |
| 7 août 2018          | FK Riazan (D3)                   | 0 - 3                | (D3) Torpedo Moscou                 |
| Zone Est             |                                  |                      |                                     |
| 31 juillet 2018      | Dinamo Barnaoul (D3)             | 1 - 1 ap 4 - 1 tab   | (D3) Irtych Omsk                    |
| 31 juillet 2018      | FK Tchita (D3)                   | 2 - 3                | (D3) Zénith Irkoutsk                |
| 11 août 2018         | FK Blagovechtchensk (D4)         | 0 - 3                | (D3) Sakhaline Ioujno-Sakhalinsk    |
| Zone Oural-Povoljié  |                                  |                      |                                     |
| 7 août 2018          | Zénith Ijevsk (D3)               | 0 - 1                | (D3) Neftekhimik Nijnekamsk         |
| 7 août 2018          | Volga Oulianovsk (D3)            | 1 - 1 ap 1 - 4 tab   | (D3) FK Tcheliabinsk                |
| 7 août 2018          | Lada Togliatti (D3)              | 0 - 3                | (D3) Syzran-2003                    |
| Zone Sud             |                                  |                      |                                     |
| 7 août 2018          | Volgar Astrakhan (D3)            | 2 - 1                | (D3) Machouk-KMV Piatigorsk         |
| 7 août 2018          | Spartak Vladikavkaz (D3)         | 1 - 3                | (D3) Tchaïka Pestchanokopskoïe      |
| 7 août 2018          | Droujba Maïkop (D3)              | 0 - 1                | (D3) Tchernomorets Novorossiisk     |

### Quatrième tour
Les rencontres de ce tour se déroulent le 22 août 2018. Les clubs de deuxième division font leur entrée dans la compétition durant cette phase.
| Date         | Club                                | Score              | Club                     |
| ------------ | ----------------------------------- | ------------------ | ------------------------ |
| 22 août 2018 | Znamia Trouda Orekhovo-Zouïevo (D3) | 0 - 1              | (D2) Baltika Kaliningrad |
| 22 août 2018 | Louki-Energia Velikié Louki (D3)    | 0 - 0 ap 5 - 4 tab | (D2) Tchertanovo Moscou  |
| 22 août 2018 | Torpedo Moscou (D3)                 | 2 - 0              | (D2) Chinnik Iaroslavl   |
| 22 août 2018 | Tekstilchtchik Ivanovo (D3)         | 2 - 3              | (D2) FK Khimki           |
| 22 août 2018 | Dinamo Briansk (D3)                 | 1 - 3              | (D2) Avangard Koursk     |
| 22 août 2018 | FK Kalouga (D3)                     | 4 - 4 ap 2 - 4 tab | (D2) FK Tambov           |
| 22 août 2018 | Volgar Astrakhan (D3)               | 0 - 0 ap 4 - 2 tab | (D2) Fakel Voronej       |
| 22 août 2018 | Syzran-2003 (D3)                    | 1 - 1 ap 4 - 3 tab | (D2) Rotor Volgograd     |
| 22 août 2018 | Tchernomorets Novorossiisk (D3)     | 2 - 1              | (D2) FK Sotchi           |
| 22 août 2018 | Tchaïka Pestchanokopskoïe (D3)      | 2 - 0              | (D2) FK Armavir          |
| 22 août 2018 | FK Tcheliabinsk (D3)                | 0 - 1              | (D2) FK Nijni Novgorod   |
| 22 août 2018 | Neftekhimik Nijnekamsk (D3)         | 1 - 0              | (D2) Mordovia Saransk    |
| 22 août 2018 | FK Tioumen (D2)                     | 2 - 1 ap           | (D2) Sibir Novossibirsk  |
| 22 août 2018 | Dinamo Barnaoul (D3)                | 0 - 0 ap 5 - 4 tab | (D2) Tom Tomsk           |
| 22 août 2018 | Sakhaline Ioujno-Sakhalinsk (D3)    | 3 - 0              | (D3) Zénith Irkoutsk     |
| 22 août 2018 | Luch Vladivostok (D2)               | 0 - 2              | (D2) SKA-Khabarovsk      |

### Seizièmes de finale
Les rencontres de ce tour se déroulent entre le 25 septembre et le 10 octobre 2018. Les clubs de première division font leur entrée dans la compétition durant cette phase.
| Date              | Club                             | Score              | Club                          |
| ----------------- | -------------------------------- | ------------------ | ----------------------------- |
| 25 septembre 2018 | Dinamo Barnaoul (D3)             | 0 - 2              | (D1) FK Orenbourg             |
| 25 septembre 2018 | Neftekhimik Nijnekamsk (D3)      | 2 - 3              | (D1) Oural Iekaterinbourg     |
| 26 septembre 2018 | Baltika Kaliningrad (D2)         | 2 - 3 ap           | (D1) Lokomotiv Moscou         |
| 26 septembre 2018 | Louki-Energia Velikié Louki (D3) | 1 - 2              | (D1) Ienisseï Krasnoïarsk     |
| 26 septembre 2018 | Torpedo Moscou (D3)              | 0 - 1              | (D1) Dynamo Moscou            |
| 26 septembre 2018 | FK Khimki (D2)                   | 0 - 1 ap           | (D1) Rubin Kazan              |
| 26 septembre 2018 | Volgar Astrakhan (D3)            | 0 - 4              | (D1) Zénith Saint-Pétersbourg |
| 26 septembre 2018 | Syzran-2003 (D3)                 | 0 - 4              | (D1) FK Rostov                |
| 26 septembre 2018 | Tchernomorets Novorossiisk (D3)  | 0 - 1              | (D1) Spartak Moscou           |
| 26 septembre 2018 | Tchaïka Pestchanokopskoïe (D3)   | 1 - 2              | (D1) Anji Makhatchkala        |
| 26 septembre 2018 | FK Nijni Novgorod (D2)           | 0 - 0 ap 5 - 3 tab | (D1) FK Oufa                  |
| 26 septembre 2018 | Sakhaline Ioujno-Sakhalinsk (D3) | 1 - 2              | (D1) Arsenal Toula            |
| 26 septembre 2018 | SKA-Khabarovsk (D2)              | 3 - 3 ap 2 - 4 tab | (D1) Akhmat Grozny            |
| 27 septembre 2018 | Avangard Koursk (D2)             | 0 - 2              | (D1) FK Krasnodar             |
| 27 septembre 2018 | FK Tambov (D2)                   | 1 - 2 ap           | (D1) Krylia Sovetov Samara    |
| 10 octobre 2018   | FK Tioumen (D2)                  | 1 - 1 ap 3 - 0 tab | (D1) CSKA Moscou              |

### Huitièmes de finale
Les rencontres de ce tour se déroulent entre le 25 octobre et le 1er novembre 2018.
| Date              | Club                       | Score    | Club                          |
| ----------------- | -------------------------- | -------- | ----------------------------- |
| 25 octobre 2018   | Rubin Kazan (D1)           | 1 - 0    | (D1) Dynamo Moscou            |
| 31 octobre 2018   | Akhmat Grozny (D1)         | 0 - 2    | (D1) Arsenal Toula            |
| 31 octobre 2018   | Lokomotiv Moscou (D1)      | 4 - 1    | (D1) Ienisseï Krasnoïarsk     |
| 31 octobre 2018   | FK Orenbourg (D1)          | 1 - 0    | (D2) FK Tioumen               |
| 31 octobre 2018   | Oural Iekaterinbourg (D1)  | 2 - 0 ap | (D2) FK Nijni Novgorod        |
| 1er novembre 2018 | Krylia Sovetov Samara (D1) | 1 - 2 ap | (D1) FK Krasnodar             |
| 1er novembre 2018 | FK Rostov (D1)             | 3 - 1    | (D1) Zénith Saint-Pétersbourg |
| 1er novembre 2018 | Spartak Moscou (D1)        | 1 - 0    | (D1) Anji Makhatchkala        |

### Quarts de finale
Les matchs aller de ce tour se déroulent le 28 novembre et le 5 décembre 2018 tandis que les matchs retour prennent place le 24 février et les 6 et 7 mars 2019. Pour la première fois depuis l'édition 2015-2016, aucune équipe de la deuxième division ne prend part aux quarts de finale.
| Club                  | Score | Club                      | Aller | Retour |
| --------------------- | ----- | ------------------------- | ----- | ------ |
| Lokomotiv Moscou (D1) | 2 - 0 | (D1) Rubin Kazan          | 1 - 0 | 1 - 0  |
| FK Krasnodar (D1)     | 2 - 3 | (D1) FK Rostov            | 2 - 2 | 0 - 1  |
| Spartak Moscou (D1)   | 1 - 2 | (D1) Oural Iekaterinbourg | 1 - 1 | 0 - 1  |
| FK Orenbourg (D1)     | 3 - 5 | (D1) Arsenal Toula        | 2 - 4 | 1 - 1  |

### Demi-finales
Les matchs aller de ce tour se déroulent le 3 avril tandis que les matchs retour prennent place le 15 mai 2019.
| Club                      | Score | Club               | Aller | Retour |
| ------------------------- | ----- | ------------------ | ----- | ------ |
| Lokomotiv Moscou (D1)     | 4 - 2 | (D1) FK Rostov     | 2 - 2 | 2 - 0  |
| Oural Iekaterinbourg (D1) | 3 - 2 | (D1) Arsenal Toula | 1 - 0 | 2 - 2  |

### Finale
| ·             |    |                         |       |
| Titulaires :  |    |                         |       |
|               |    |                         |       |
| G             | 1  | 0 Guilherme             |       |
| DG            | 84 | 0 Mikhaïl Lysov         |       |
| DC            | 14 | 0 Vedran Ćorluka        |       |
| DC            | 7  | 0 Grzegorz Krychowiak   |       |
| DD            | 3  | 0 Brian Idowu           |       |
| MdC           | 6  | 0 Dmitri Barinov        |       |
| MG            | 4  | 0 Manuel Fernandes      |       |
| MD            | 96 | 0 Rifat Jemaletdinov    |       |
| MO            | 11 | 0 Anton Miranchuk       | 67e   |
| MO            | 59 | 0 Alekseï Miranchuk     |       |
| AC            | 9  | 0 Fiodor Smolov         | 90+4e |
|               |    |                         |       |
| Remplaçants : |    |                         |       |
| MD            | 23 | 0 Dmitri Tarasov        | 67e   |
| AiG           | 21 | 0 Khvicha Kvaratskhelia | 90+4e |
|               |    |                         |       |
| Entraîneur :  |    |                         |       |
| Iouri Siomine |    |                         |       |

| ·               |    |                     |     |
| Titulaires :    |    |                     |     |
|                 |    |                     |     |
| G               | 31 | 0 Iaroslav Godziour |     |
| DG              | 27 | 0 Mikhaïl Merkoulov |     |
| DC              | 8  | 0 Stefan Strandberg |     |
| DC              | 92 | 0 Roman Iemelianov  |     |
| DD              | 15 | 0 Denys Kulakov     |     |
| MdC             | 13 | 0 Petrus Boumal     |     |
| MdC             | 57 | 0 Artiom Fidler     | 84e |
| MG              | 58 | 0 Othman El Kabir   |     |
| MD              | 11 | 0 Vladimir Iline    |     |
| AC              | 20 | 0 Andreï Panioukov  | 56e |
| AC              | 88 | 0 Pavel Pogrebniak  |     |
|                 |    |                     |     |
| Remplaçants :   |    |                     |     |
| MG              | 21 | 0 Marco Aratore     | 56e |
| MC              | 14 | 0 Iouri Bavine      | 84e |
|                 |    |                     |     |
| Entraîneur :    |    |                     |     |
| Dmytro Parfenov |    |                     |     |

| ·             |    |                         |       |
| Titulaires :  |    |                         |       |
|               |    |                         |       |
| G             | 1  | 0 Guilherme             |       |
| DG            | 84 | 0 Mikhaïl Lysov         |       |
| DC            | 14 | 0 Vedran Ćorluka        |       |
| DC            | 7  | 0 Grzegorz Krychowiak   |       |
| DD            | 3  | 0 Brian Idowu           |       |
| MdC           | 6  | 0 Dmitri Barinov        |       |
| MG            | 4  | 0 Manuel Fernandes      |       |
| MD            | 96 | 0 Rifat Jemaletdinov    |       |
| MO            | 11 | 0 Anton Miranchuk       | 67e   |
| MO            | 59 | 0 Alekseï Miranchuk     |       |
| AC            | 9  | 0 Fiodor Smolov         | 90+4e |
|               |    |                         |       |
| Remplaçants : |    |                         |       |
| MD            | 23 | 0 Dmitri Tarasov        | 67e   |
| AiG           | 21 | 0 Khvicha Kvaratskhelia | 90+4e |
|               |    |                         |       |
| Entraîneur :  |    |                         |       |
| Iouri Siomine |    |                         |       |

| ·               |    |                     |     |
| Titulaires :    |    |                     |     |
|                 |    |                     |     |
| G               | 31 | 0 Iaroslav Godziour |     |
| DG              | 27 | 0 Mikhaïl Merkoulov |     |
| DC              | 8  | 0 Stefan Strandberg |     |
| DC              | 92 | 0 Roman Iemelianov  |     |
| DD              | 15 | 0 Denys Kulakov     |     |
| MdC             | 13 | 0 Petrus Boumal     |     |
| MdC             | 57 | 0 Artiom Fidler     | 84e |
| MG              | 58 | 0 Othman El Kabir   |     |
| MD              | 11 | 0 Vladimir Iline    |     |
| AC              | 20 | 0 Andreï Panioukov  | 56e |
| AC              | 88 | 0 Pavel Pogrebniak  |     |
|                 |    |                     |     |
| Remplaçants :   |    |                     |     |
| MG              | 21 | 0 Marco Aratore     | 56e |
| MC              | 14 | 0 Iouri Bavine      | 84e |
|                 |    |                     |     |
| Entraîneur :    |    |                     |     |
| Dmytro Parfenov |    |                     |     |